# Cantonnier-Gang
Koordinaten: 45° 31′ 37″ N, 0° 41′ 11″ O
Der Cantonnier-Gang ist ein Erzgang im nordwestlichen Massif Central. Er ist bedeutend für seine Führung sehr seltener Minerale.

## Geographie
Der Gang liegt knapp zwei Kilometer östlich vom Stadtzentrum Nontrons entfernt, nördliche Subpräfektur des Départements Dordogne. Er ist über ein  linkes, vom Weiler Brégout nach Nordwesten herabziehendes Seitental des Bandiat zu erreichen, das oberhalb von Moulin de Bord in den Fluss mündet. Unmittelbar oberhalb des Ganges führt die D 707 von Nontron nach Saint-Pardoux-la-Rivière vorbei. Der am linken Talhang endende, vordem etwa 70 Meter lange Gang (bekannte Mindestlänge), befindet sich auf 185 Meter Höhe.

## Geologie

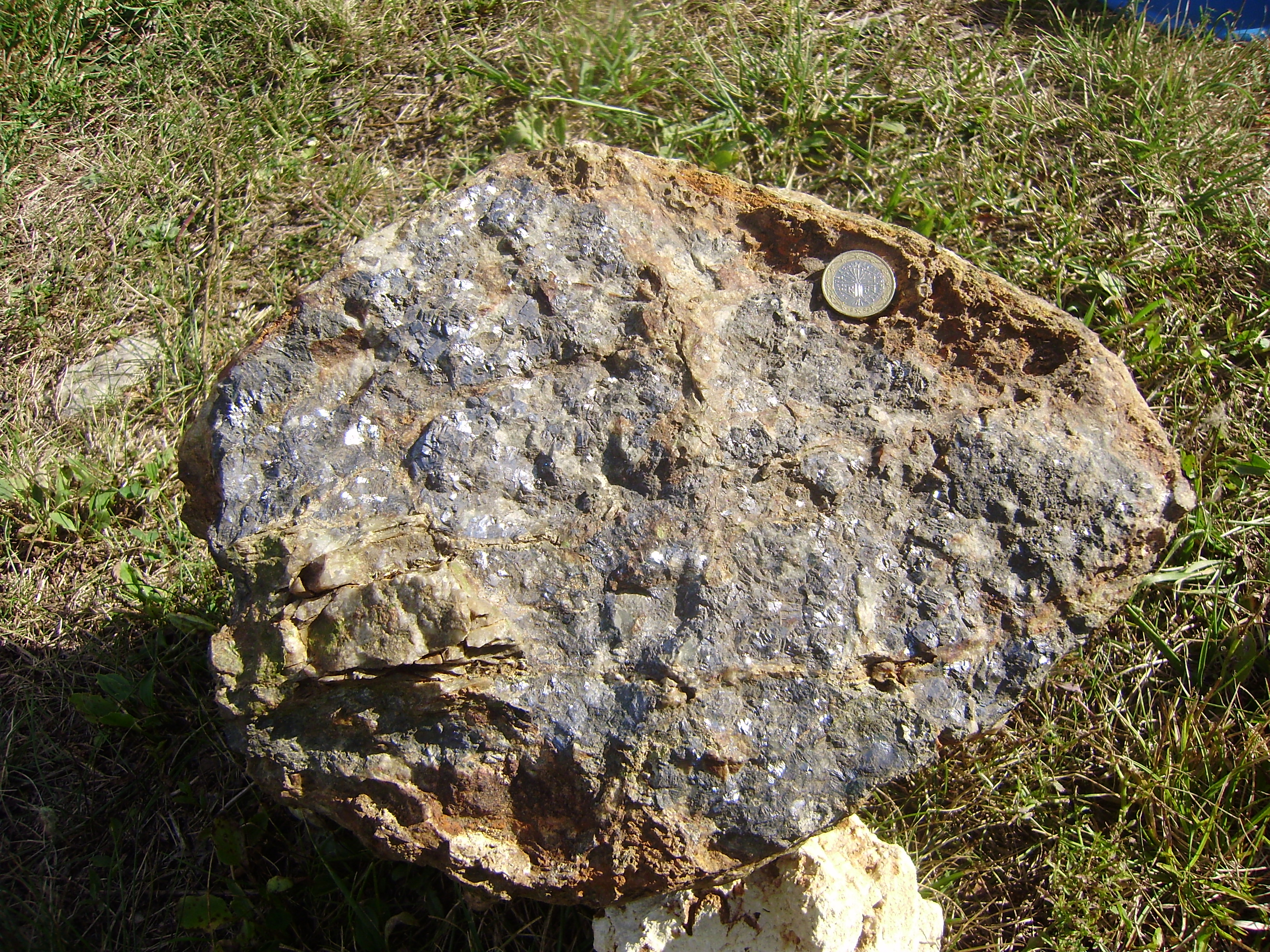
Massive Bleiglanzbedeckung des nördlichen Quarzbandes

Der Ostnordost (N 075) streichende, steilstehende (Fallwinkel saiger bis 70° nach Nord) Erzgang hat sich im Piégut-Pluviers-Granodiorit gebildet. Er gehört zum südlichen Randbereich des Granodioritkörpers, nur zirka 1000 Meter südöstlich werden bereits Paragneise angetroffen. Das Muttergestein ist hier in der relativ dunklen, feinkörnigen Hornblendefazies ausgebildet und führt neben Biotit auch Amphibol. Diese Randfazies ist wesentlich basischer als die Hauptmasse der Granodioritintrusion.
In Annäherung an den Gangkörper wird der Granodiorit zusehends mylonitisert und von Pyromorphitäderchen durchzogen. Der eigentliche, nicht mehr als 60 Zentimeter breite Erzgang ist asymmetrisch aufgebaut. Der etwa 25 Zentimeter breite Kontaktbereich auf der Südseite besteht aus massivem, nichtmineralisiertem Quarz. Nur entlang Querbrüchen finden sich in ihm Spuren von Pyromorphit und Krokoit. Gen Norden folgt dann eine weiße, pulvrige,10 Zentimeter breite Mylonitzone, die sehr reich an Pyromorphit und Krokoit ist. Daran schließt sich ein 5 Zentimeter breites Quarzband in Boxwork-Fazies an, das ebenfalls sehr reich an den Sekundärmineralen Pyromorphit und Krokoit ist. Der Krokoit ist skelettartig ausgebildet, der Pyromorphit nadelförmig. Der Gang schließt nach Norden mit einem 20 Zentimeter breiten Quarzband, das an Galenit (Bleiglanz) und amorphem Sphalerit (Zinkblende) mineralisiert ist; in Querbrüchen findet sich schöner Krokoit und Pyromorphit. Auch Cerussit wird hier gelegentlich angetroffen.
Der Piégut-Pluviers-Granodiorit entstand am Ende der Variszischen Orogenese im Pennsylvanium, genauer im Serpukhovium vor rund 325 Millionen Jahren. Es wird angenommen, dass der Gang während der distensiven Abkühlphase des Granodiorits vor 300 bis 250 Millionen Jahren BP Platz nahm. Er steht nicht allein, sondern wird von zahlreichen anderen Gängen begleitet, die ebenfalls mineralisiert wurden. So folgt beispielsweise das oben erwähnte Seitental einem Südost-streichenden, etwa 3 Kilometer langen, mineralisierten Gangzug, der stellenweise abgebaut wurde (so genannter Filon des Anciens). Aber auch Gänge in den benachbarten Paragneisen erfuhren zur selben Zeit eine vergleichbare Mineralisierung (so z. B. die Gänge des Bergwerks Le Puy oder des Bergwerks Neuil).

## Mineralogie

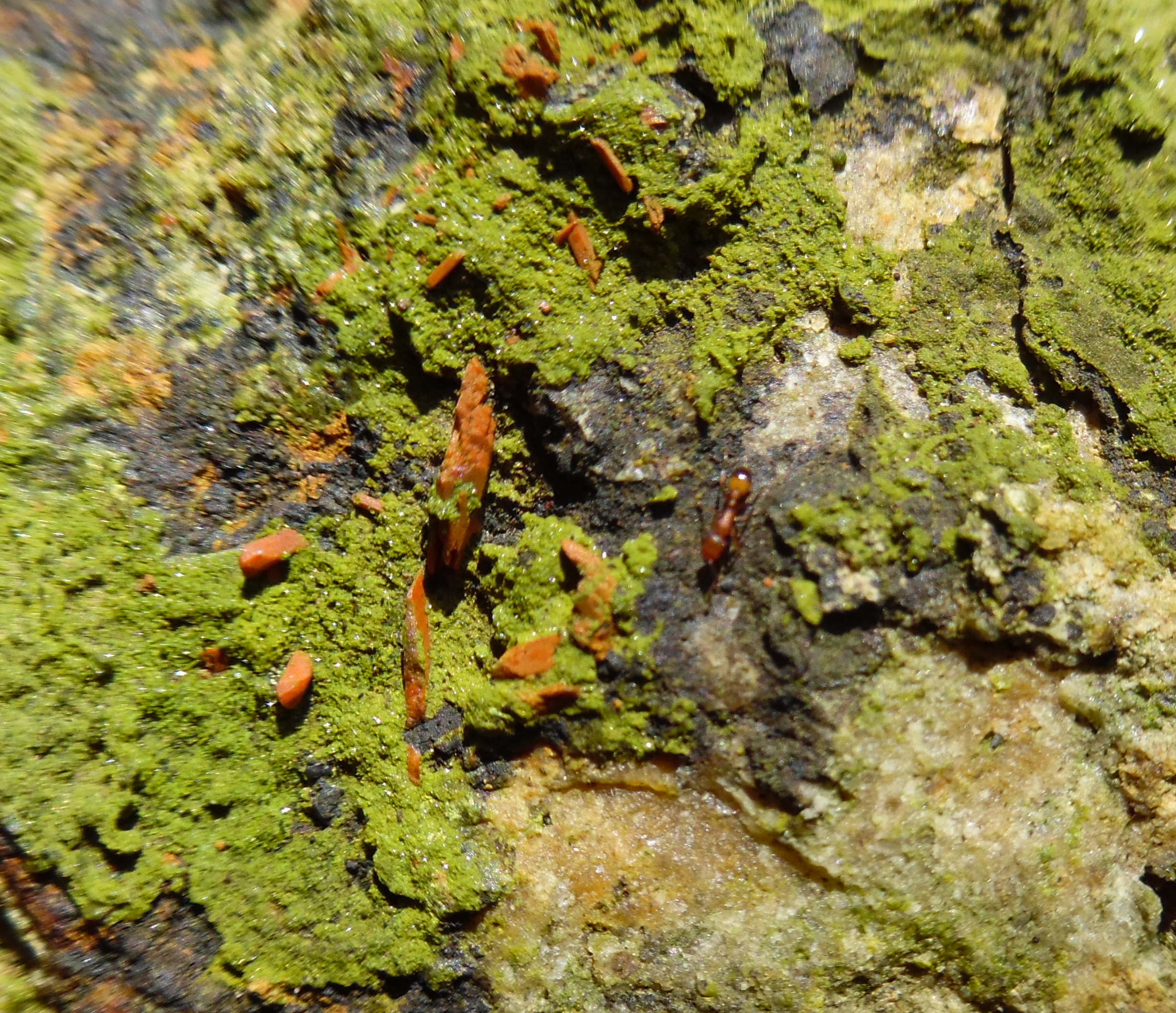
Crocoittäfelchen (orange) und Pyromorphit (grün) auf Bleiglanz. Ameise als Größenvergleich.

An mehr gewöhnlichen Mineralien treten Baryt, Calcit, Chalcedon, feinverteilter Chalkopyrit, Quarz und Nickel-reicher Pyrit (Bravoit) auf. Der Gang vererzte primär an den Mineralen Galenit (silberhaltig) und Sphalerit; er führt überdies Spuren von gediegenem Silber. Von großem Interesse sind jedoch vor allem seine zum Teil sehr seltenen Sekundärminerale. Anzuführen sind hier neben Cerussit, Krokoit und Pyromorphit die Minerale Anglesit, Embreyit, Hisingerit, Mimetesit, sowie sehr wahrscheinlich auch Dundasit, Leadhillit, Vauquelinit und Wulfenit (noch unbestätigte Funde).

## Geschichte
Der Bergbau geht im Nontronnais bis ins ausgehende 17. Jahrhundert zurück. Gesicherter Abbau erfolgte im letzten Viertel des 18. Jahrhunderts am benachbarten Filon des Anciens. Am Kantonnier-Gang wurde in den 1890ern mit größeren Arbeiten begonnen. Ein 70 Meter langer Stollen wurde in die Bergseite vorangetrieben. Diese Abbauphase dauerte aber nicht allzu lange, denn im Jahr 1916 war Berichten zufolge die Anlage bereits wieder verschüttet. 1965 ließ das BRGM (französische Bergbaubehörde) den Stollen neu öffnen. Dabei wurde zum ersten Mal das sehr seltene Mineral Krokoit entdeckt. Darüber hinaus kam es aber zu keinem weiteren Abbau mehr. Heute ist der Gang erneut verfüllt. In seinem Eingangsbereich sind jetzt nur noch minimale Reste an Erz zu finden.

## Bedeutung
Der Gang besteht primär aus einer typischen Blei-Zink-Vererzung (Vergesellschaftung Sphalerit-Pyrit-Bleiglanz-Chalkopyrit), die überdies an Silber angereichert ist. Von Bedeutung sind aber die vielen Blei-Sekundärminerale, die alle durch Alteration aus dem primären Bleiglanz hervorgegangen sein dürften. Darunter befinden sich Chromate (Embreyit, Krokoit und Vauquelinit), Arsenate (Mimetesit) und Molybdate (Wulfenit). Durch Vauquelinit wird ferner die Gegenwart von Kupfer angezeigt.
Die Arsenate und Molybdate sind nicht ungewöhnlich im Zentralmassiv, das zum Ausgang der variszischen Orogenese eine Vererzung mit diesen beiden Elementgruppen in Begleitung von Gold erfuhr.
Untypisch ist jedoch die Vererzung an Chromaten und Kupfer, die eine ziemliche Interpretationsschwierigkeit darstellt. Chromate sind normalerweise an ozeanische oder ultramafische Gesteine gebunden, die aber hier nicht vorliegen (der Granodiorit zählt zu den sauren Gesteinen). Die nächstgelegenen Vorkommen an beispielsweise Serpentiniten oder Metagabbros befinden sich über 25 Kilometer weiter ostsüdostwärts (im Sarrazac-Massiv der Gemeinden Saint-Paul-la-Roche, Jumilhac-le-Grand und Sarrazac) und gehören außerdem zu einem völlig anders gearteten geologischen Kontext. Weitere, in Betracht kommende Vorkommen sind die Merlis-Serpentinite. Eine Antwort findet sich eventuell in der Randfazies des Granodiorits, die stellenweise kleinere Vorkommen an sehr dunklen, fast an Amphibolite grenzenden Gesteinen (Mikrodiorite) hervorbringt.

## Bildungsbedingungen
Anhand der vorgefundenen Paragenesen lassen sich die bei der Mineralbildung herrschenden Bedingungen in etwa abschätzen. Demnach fand die primäre Vererzung hydrothermal im mittleren Temperaturbereich statt (bei Temperaturen von 300 bis 150 °C), die Sekundärminerale entstanden im etwas kühleren, oberflächennahen Bereich.